# Казахско-бухарские сражения (1612–1624)
Казахско-бухарские сражения (1612-1624 годов) — вооруженные столкновения между родственными ханами из рода Чингис-хана, потомков сына Джучи - Тукай-Тимура,  владетелями из Казахского ханства и Бухарским ханами из рода чингизида Тукай-Тимура за спорные земли Могулистана.

## Предыстория
После смерти хана Тауекеля, ханский титул перешел к его младшему брату Есиму, который правил с 1598 по 1628 гг.
С 1598 по 1604 годы Ташкентом правил шейбанид Кельди Мухаммед, который выпускал от своего имени серебряные и медные монеты. 
По другим данным, в 1600-1601 гг. в Ташкенте была вычеканена монета с именем Аштарханида Джани-Мухаммада.
После возведения в ханство Есим, ставка которого была в Туркестане, заключил с ханом Бухары перемирие, стремился установить экономические связи с городами Средней Азии. Главной его целью было преобразование Казахского ханства в единое централизованное государство.
На юге фактически одновременно правили два самостоятельных хана. Есим хан сделал своей столицей город Туркестан, то хан Турсун объявил себя независимым ханом со ставкой в городе Ташкенте. В результате они правили в независимых друг от друга владениях и враждовали. В это время у власти также находились независимые друг от друга ханы и султаны: в Андижане — султан Абылай и др.

## Ход войны
В политической борьбе аштарханида Вали Мухаммад-хана поддержали Сефевиды во главе с шахом Аббасом, однако в 1611 году в решающем сражении под Самаркандом иранские войска были разгромлены бухарским ханом Имамкули-ханом.
Временами Аштарханиды и родственные им казахские ханы выступали союзниками. В 1611 г. Есим-хан во главе с 5 тысячами казахов оказал помощь Имамкули-хану в борьбе с Ираном и Вали-Мухаммадом.
По мнению казахстанского археолога Акишева, попытки бухарского хана Имам-кули неоднократно захватить Ташкент в 1611, 1613 и 1621 годах были каждый раз отражены казахским ополчением под командованием Есим-хана. В конечном итоге эти события вынудили его отказаться от замысла захвата города.
В 1612 году Имамкули-хан отправил войско во главе со своим главнокомандующим Ялангтуш Бахадур бием алчином против хана Казахского ханства Есим-хана.
Наместник Имамкули-хана -  Ялангтуш-бий был активен в защите Бухарского ханства.
В 1609 году Ялангтуш бахадур отразил напавшего на Самаркандскую область казахского владетеля Абылай султана и гнал его войска до Сыгнака.
В 1612 году он во главе войск бухарского хана джанида Имамкули-хана овладел Ташкентом и Туркестаном. За победу над казахскими племенами он был удостоен чина амира провинции Балх. 
В документах аштарханидских правителей Имамкули-хана (1611—1642) и Надир Мухаммад-хана (1642—1645) Ташкент отмечен в составе владений Бухарского ханства.
В 1612 году Имамкули-хан отправил эмира Ялангтуша во главе войск против Есим-хана.
В 1613 г. Имамкули-хан вместе с Надир-Мухаммадханом, совершили поход на Ташкент и одержали победу над казахами. После этой победы он назначил своего сына Искандар-султана правителем Ташкента.
Позже Имамкули-хан дал благословение Турсун хану на правление Ташкентом. Прибывший в Ташкент Имамкули-хан назначил его правителем Ташкента и близлежащих областей.
С 1620 года Имамкули-хан был в хороших отношениях с Есим-ханом (Ишимом Султаном) и женился на его дочери. Есим-хан был занят борьбой с джунгарами.
В 1621 году бухарское войско во главе с Ялангтуш Бием бахадуром, который срочно прибыл из Балха для защиты родины, было разбито казахскими войсками во главе с Турсын ханом
В 1623 году Турсун-хан вновь вел войну с Имамкули-ханом и разбил его.
В 1624 году было заключено мирное соглашение между Имамкули-ханом и Турсун Мухаммад ханом.
В 1624 году Есим-хан в союзе с Турсун ханом, совершил поход на Андижан.
В 1627 году, когда Есим-хан совершал набег на калмаков, Турсун-хан, воспользовавшись ситуацией, отправил отряд в Туркестан, ставку Есим-хана для захвата и истребления его людей. Воины перебили много людей, захватили жен и детей Есим-султана. Тем временем казахский султан Абулай, владетель Андижана, объединился с бухарским ханом Имамкули и они напали на подвластный Ташкенту Бискен. 
В итоге, в 1627 году Есим-хан казнил Турсын-хана. Голова Турсун-хана была доставлена Есим-хану, который в свою очередь отправил голову поверженного соперника „в чертог Имамкули-хана“.